# Хоншу
Хоншу или Хондо, је највеће јапанско острво, и назива се копненим Јапаном. На југу га Унутрашње море (Inland Sea), и мореуз Камон одвајају од острва Шикоку и Кјушу. На северу га мореуз Цугару одваја од острва Хокаидо, на истоку је Тихи океан, а на западу Јапанско море (Источно море). Острво је око 1290 километара дуго, а у ширини 
варира од 48 до 241 километра у централном региону. Острво Хоншу је, као и остала јапанска острва, врло планинско. Највиши врхови Јапана се налазе у централној планинској маси, често званој Јапански Алпи. Највиши врх земље, Фуџи, се уздиже 3 776 метра изнад површине мора. Фуџи регион често подлеже снажним земљотресима. Највиши активни вулкан Јапана, Планина Асама, је око 140 километра северозападно од Токија. Реке: Тоне, Шинано, и Кино, које су међу највећим у Јапану се налазе на овом острву. Хоншу садржи и бројна језера која су позната као летња одмаралишта. Знатно преко половине становништва Јапана живи у низијама Хоншуа. Осим Токија, главног града Јапана, водећи градови на острву су Осака, Нагоја, Кјото, Јокохама, Кобе, и Хирошима.
Како се Хоншу простире на око 8 степени ширине, има широке регионалне варијације климе. На западу од централног узвишења, и у северном делу острва су уобичајене оштре зиме, са значајним снегом. Топла Курошио (Јапанска) струја доноси блаже зиме источним обалским регионима и централној острвској зони. Због западног монсуна, лета су обично влажна и врућа, са највишим температурама до 35 °C. Сезона тајфуна је обично у септембру и октобру, и они доносе велике кише које често узрокују тешке поплаве. Површина укључујући скоро 200 приобалних острва износи 230 940 km², а број становника (1990) 99 254 194.
Хоншу је седмо по величини острво на свету, и друго по броју становника после индонежанског острва Јава.
Хоншу је имао популацију од 104 милиона према подацима из 2017, године, што је чинило 81,3% целокупног становништва Јапана,, и углавном је концентрисано у приморским областима и равницама. Приближно 30% укупног становништва живи у области ширег Токија на равници Канто. Као историјски центар јапанске културне и политичке моћи, острво укључује неколико прошлих јапанских престоница, укључујући Кјото, Нару и Камакура. Већи део јужне обале острва чини део појаса Тајхеио, мегалополиса који се простире на неколико јапанских острва. Хоншу садржи највишу планину у Јапану, планину Фуџи, и њено највеће језеро, језеро Бива.
Већина јапанске индустрије налази се у појасу који се протеже дуж јужне обале Хоншуа, од Токија до Нагоје, Кјота, Осаке, Кобеа и Хирошиме; насупрот томе, привреда дуж северозападне обале Јапанског мора углавном се заснива на рибарству и пољопривреди.. Острво је повезано са друга три велика јапанска острва бројним мостовима и тунелима. Острво првенствено дели два климатска типа, при чему северни Хоншу углавном има влажну континенталну климу, док југ има влажну суптропску климу.

## Историја

### Рана историја
Људи су први пут стигли у Хоншу пре око 60.000 година.

### Други светски рат
Острво Хоншу би постало мета разорних ваздушних напада у склопу Пацифичког рата у Другом светском рату. Први ваздушни напад који је погодио острво и матична острва био је напад Дулитл. Са увођењем Боеинг Б-29 супертврђаве, бомбардовање Токија је кулминирало операцијом Митингхаус, најразорнијим ваздушним нападом у историји човечанства, који је довео до уништења 16 sq mi (41 km2; 10.000 acres) централног Токија, остављајући по процени 100.000 мртвих цивила и преко милион бескућника. Рат је кулминирао атомским бомбардовањем Хирошиме и Нагасакија непосредно пре предаје Јапана и потписивања јапанског документа о предаји 2. септембра 1945. на УСС Мисурију (ББ-63) у Токијском заливу.

## Географија
Острво је дугачко око 1.300 km (810 mi) и широко од 50—230 km (31—143 mi), а његова укупна површина је 227,960 km2 (88,016 sq mi), што га чини нешто већим од острва Велика Британија са 209,331 km2 (80,823 sq mi). Његова површина земљишта се повећава амелиорацијом и обалским издизањем на северу због тектонике плоча са конвергентном границом. Хоншу има 10.084 km (6.266 mi) обале.
Планински и вулкански, Хоншу доживљава честе земљотресе (Велики земљотрес Канто је тешко оштетио Токио у септембру 1923, а земљотрес у марту 2011. померио је североисточни део острва у различитој мери од чак до 5,3 m (17 ft) уз изазивање разорног цунамија). Највиши врх је активни вулкан планине Фуји на 3.776 m (12.388 ft), што Хоншу чини 7. највишим острвом на свету. Има много река, укључујући реку Шинано, најдужу у Јапану. Јапански Алпи обухватају ширину Хоншуа, од обале 'Јапанског мора' до обале Пацифика. Клима је углавном влажна суптропска у западном Јапану и влажна континентална на северу.

### Популација
Хоншу има укупну популацију од 104 милиона људи, према процени из 2017. године, 81,3% целокупне популације Јапана. Највећи град је Токио (37.339.804 становника), главни град Јапана и део шире области Токија, најнасељеније метрополитенске области на свету.

## Економија

### Пољопривреда
Воће, поврће, житарице, пиринач и памук чине главне производе који се узгајају у Хоншуу. Регион Тохоку, који се простире на североисточном делу острва, познат је по производњи пиринча, са 65% обрађеног земљишта које чине пиринчана поља – скоро четвртина свих пиринчаних поља у Јапану. Префектура Чиба је позната по кикирикију, а такође је највећи произвођач у Јапану. Ретке врсте лишајева из рода Menegazzia налазе се само на Хоншу.

### Индустрија
Већина јапанског чаја и свиле потиче из Хоншуа. Три највећа индустријска региона Јапана налазе се на Хоншуу: регион Кеихин, индустријска регија Ханшин и индустријска зона Чукјо.

### Минерали и горива
Хоншу је дом великог дела минималних резерви минерала у Јапану заједно са малим налазиштима нафте и угља. Неколико лежишта угља се такође налази у северном делу острва, концентрисаних у префектури Фукушима и префектури Нигата, иако је производња угља на Хоншуу занемарљива у поређењу са Хокаидом и Кјушуом. Већина јапанских резерви нафте се такође налази у северном Хоншуу, дуж западне обале, обухватајући префектуре Нигата, Јамагата и Акита.
Што се тиче минералних ресурса, Хоншу садржи већину јапанског бакра, олова, цинка и хромита. Мања налазишта злата, сребра, арсена, сумпора и пирита такође су расута по острву.

## Саобраћај
Токаидо Шинкансен, отворен 1964. између Токија и Шин-Осаке, је прва брза железничка линија у Јапану. То је најстарија брза железничка линија на свету и једна од најчешће коришћених. Санјо Шинкансен, повезује два највећа града у западном Јапану, Шин-Осаку у Осаки са станицом Хаката у Фукуоки. Токаидо Шинкансен и Санио Шинкансен помажу у формирању непрекидне пруге велике брзине кроз мегалополис Тајхеијо појаса.